# Myrsine calcarata
Myrsine calcarata är en viveväxtart som först beskrevs av C.L. Lundell, och fick sitt nu gällande namn av C.L. Lundell. Myrsine calcarata ingår i släktet Myrsine och familjen viveväxter. Inga underarter finns listade i Catalogue of Life.